# Al Conti
Al Conti (Buenos Aires, 9 de marzo de 1968) es un músico, autor, intérprete y compositor argentino.

## Biografía
Hijo de padres ítalo-alemanes. Su madre fue bailarina clásica en el prestigioso Teatro Colón, uno de los teatros de ópera más grandes del mundo, mientras que su padre es un profesor y poeta laureado. Entre sus antepasados, Conti tiene como pariente al conocido escritor y político Miguel Cané[cita requerida] (autor de Juvenilia y de la Ley de Residencia).
Conti emigró con su familia a Estados Unidos en los años ochenta. Ha vivido también en Italia donde estudió arte.
Conti comenzó su carrera como actor y ha estudiado teatro con grandes actores argentinos de película y televisión como Héctor Bidonde y Aníbal Morixe entre otros. Luego de aparecer en varias obras teatrales, se dedicó a comerciales y shows televisivos en los Estados Unidos como la telenovela As The World Turns, de la cadena estadounidense CBS.
Comenzó a escribir música en sus ratos libres a principios de los años noventa, pero no fue hasta que tuvo una experiencia al borde de la muerte que comenzó a escribir de lleno. Después trabajó por varios años con la productora alemana Ohmegasongs Productions como escritor y compositor.
Desde el año 2006, Conti ha llevado una impresionante carrera musical logrando varias menciones, premios y una nominación al Grammy. Mystic (2016), su último disco, incluye colaboraciones de Ricky Kej, Pamela Copus (2002 ), Jeff Pearce y Charlee Brooks. Otros créditos del disco incluyen violines de ganador del premio Manoj George e ingenieros Randy Copus (2002 ) y Jill Tengan (Britney Spears, Patsy Cline, Randy Edelman, Pimpinela, Patricia Sosa, Daniela Romo) y Vanil Veigas (Ricky Kej, Al Jewer, Jeff Oster, Kathy Sanborn, Wouter Kellerman).  Conti ha recibido varios premios por su trabajo. Su álbum, Northern Seas, recibió una nominación para un Grammy (Premio Grammy) y fue finalista en Amazon entre los primeros 10 en la lista 'Best New Age Albums of 2010'. Su álbum, Scheherazade, llegó al puesto número 1 en el New Age Reporter Top 100 Chart, en octubre, noviembre y diciembre de 2008. Scheherazade ha recibido también cuatro nominaciones en el NAR Lifestyles Music Awards, incluyendo Album of the Year (Álbum del Año), y ganó el premio de Best World Album del 2008. Su álbum Poeta fue transmitido por la cadena Nacional de Radio Americana NPR para su Recolección Anual de Fondos en el 2007, y su canción Quest for Orpheus, del mismo álbum, fue elegida para la lista «Best of 2007» por la cadena de radio Mystic Soundscapes. El álbum Poeta entró en el New Age Reporter Top 100 Charts en el número 44, encabezó las listas 'Top 10' en KCCK radio y Origen Music y fue CD de selección en la WMNR de Connecticut y New York, USA. 
En el 2008, Conti prestó su nombre a la fundación Until There's A Cure, junto con Kevin Bacon, Jessica Alba, Shelley Morrison, Tiffani Thiessen y otras celebridades para recolectar fondos para la educación sobre el VIH/sida. Conti pertenece a la organización Artists for Human Rights, fundada por la actriz Anne Archer.
Al Conti es miembro de ASCAP (Sociedad Estadounidense de Compositores, Autores y Publicadores) y de NARAS (National Academy of Recorded Arts and Sciences).

## Discografía
- Shadows (2006) Shadowside Music
- Poeta (2007) Shadowside Music

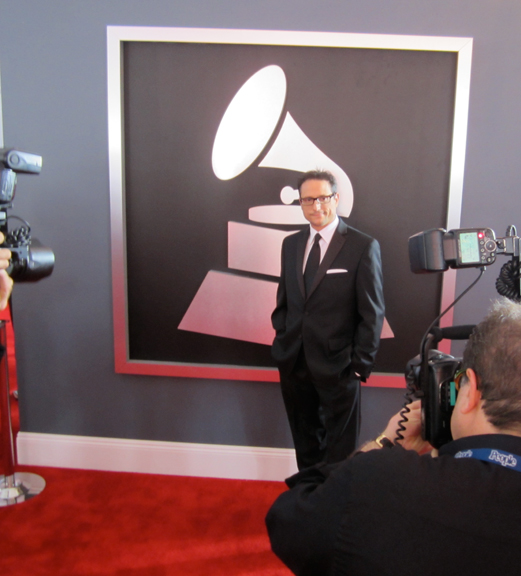
Al Conti llega a los 54.º Premios Grammy en Los Ángeles (California).

- Scheherazade (2008) Shadowside Music
- Northern Seas [Mares del Norte] (2010) Shadowside Music
- The Blue Rose [La Rosa Azul] (2013) Shadowside Music
- Mystic (2016) Shadowside Music

## Premios
- 2007: 'Best of 2007' Tracks List (Mejor temas del 2007) - Mystic Soundscapes Radio.
- 2008: Número 1 en el New Age Reporter Top 100 Chart - octubre, noviembre y diciembre de 2008 - Álbum Scheherazade.
- 2008: 'Best World Album' of 2008 - NAR Lifestyle Music Awards - Álbum Scheherazade.
- 2010: Amazon's Top 10 Best New Age Albums of 2010 - Northern Seas #7
- 2011: Nominación GRAMMY® por 'Best New Age Album' - Northern Seas

## Vida personal
Al Conti se declaró públicamente gay el 20 de mayo de 2012 en una entrevista de radio, afirmando lo siguiente:

Tengo una pareja que me apoya mucho en mi trabajo. Creo que es la primera vez que menciono públicamente que tengo pareja y que mi pareja es un hombre.

Conti agregó que mantiene su privacidad y nunca siente la necesidad de hablar de su vida personal:

Nunca le di mucha importancia, pienso que mi música debe hablar por sí misma.